# 4027-es busz
A 4027-es jelzésű autóbuszvonal Mezőkövesd és Gelej (Mezőkövesd – Bükkábrány – Gelej) között húzódó helyközi vonal volt, amelyet a Volánbusz Zrt. üzemeltetett.

## Útvonala
A mezőkövesdi autóbusz-állomásról indult. A Mátyás király úton hagyta el a várost a 3-as főút mezőnyárádi szakasza felé. Klementina határában elhaladt, majd a vonal 10. kilométerén érkezett első településére, Mezőnyárádra. A főúttal párhuzamosan található falut átszelte, majd a következő községbe, Bükkábrányba érkezett. Az itt található bolt megállóban megfordult, és visszament Mezőnyárádra, érintette a Mezőkeresztes-Mezőnyárád vasútállomást is. A környék egyik kisebb városát, Mezőkeresztest is kiszolgálta, Szentistváni utcájához kitérést tett. Ezt követte a szomszédos Mezőnagymihály, majd a 3305-ös mellékúton a vonal végállomására, Gelejre ért.

## Közlekedése
Egyetlen indítása volt munkanapokon, késő éjszaka a városból a faluba. A Volánbusz 2020. december 12. dátummal megszűntette az autóbuszvonalat.
| Viszonylat                         | Indításszám | Közlekedési rend |
| ---------------------------------- | ----------- | ---------------- |
| Mezőkövesd, aut. áll. ➝ Gelej, kh. | 1 oda       | munkanapokon     |

## Megállóhelyei
| 0  | Mezőkövesd, autóbusz-állomás végállomás | 0.0 km  | 1057, 1341, 1344, 1375, 1376, 1377, 1379, 1380, 1382, 1426, 1427, 1447, 1468 3146, 3418, 3419, 3421, 3749, 4001, 4005, 4006, 4007, 4008, 4010, 4013, 4014, 4015, 4016, 4017, 4018, 4023, 4026, 4030, 4157 |
| 1  | Mezőkövesd, Szent László tér            | 0.9 km  | 5, 5C, 5D, 5E, 5F, 5Y, 6C, 6D, 7, 7A, 8, 8A, 8C 1341, 1375, 1377, 1379, 1380 3416, 3749, 4001, 4005, 4006, 4007, 4008, 4013, 4015, 4017, 4018, 4023, 4026, 4030                                           |
| 2  | Mezőkövesd, gimnázium                   | 1.4 km  | 5, 5C, 5D, 5E, 5F, 5Y, 6C, 6D, 7, 7A, 8, 8A, 8C 1341, 1377, 1379, 1380, 1382 3416, 3749, 4001, 4005, 4006, 4007, 4008, 4017, 4023, 4030                                                                   |
| 3  | Mezőkövesd, transzformátor-állomás      | 3.1 km  | 3749, 4001, 4005, 4006, 4007, 4008, 4030 |
| 4  | Klementina bejárati út                  | 5.7 km  | 3749, 4001, 4005, 4006, 4007, 4008, 4030 |
| 5  | Tardi elágazás                          | 6.9 km  | 3749, 4001, 4005, 4006, 4007, 4008, 4030 |
| 6  | Mezőnyárád, temető                      | 9.9 km  | 1379, 1380 3747, 3749, 4005, 4006, 4007 |
| 7  | Mezőnyárád, kultúrház                   | 10.5 km | 3747, 3749, 4005, 4006, 4007 |
| 8  | Mezőnyárád, posta                       | 11.3 km | 1379, 1380 3747, 3749, 4005, 4006, 4007 |
| 9  | Mezőnyárád, felső                       | 11.9 km | 3747, 3749, 4005, 4007 |
| 10 | Bükkábrány, Vörösmarty utca             | 13.4 km | 3747, 3749, 4005, 4006, 4007 |
| 11 | Bükkábrány, bolt                        | 14.1 km | 1375, 1376, 1377, 1379, 1380, 1382, 1426, 1427 3747, 3748, 3749, 4005, 4006, 4007 |
| 12 | Bükkábrány, Vörösmarty utca             | 14.8 km | 3747, 3749, 4005, 4006, 4007 |
| 13 | Mezőnyárád, felső                       | 16.3 km | 3747, 3749, 4005, 4007 |
| 14 | Mezőnyárád, posta                       | 16.9 km | 1379, 1380 3747, 3749, 4005, 4006, 4007 |
| 15 | Mezőnyárád, kultúrház                   | 17.7 km | 3747, 3749, 4005, 4006, 4007 |
| 16 | Mezőnyárád, temető                      | 18.3 km | 1379, 1380 3747, 3749, 4005, 4006, 4007 |
| 17 | Mezőkeresztes-Mezőnyárád vasútállomás   | 19.4 km | 3747, 4006, 4007, 4008, 4028, 4030 személyvonat – Mezőkeresztes-Mezőnyárád [80.] |
| 18 | Mezőkeresztes, lakótelep                | 20.6 km | 1341 3747, 4008, 4026, 4028, 4030 |
| 19 | Mezőkeresztes, malom                    | 21.8 km | 1341 3747, 4008, 4026, 4028, 4030 |
| 20 | Mezőkeresztes, autóbusz-váróterem       | 22.6 km | 1057, 1341 3747, 4008, 4026, 4028, 4030 |
| 21 | Mezőkeresztes, templom                  | 23.1 km | 1341 3747, 4008, 4026, 4028, 4030 |
| 22 | Mezőkeresztes, körzeti iskola           | 23.4 km | 4028 |
| 23 | Mezőkeresztes, Katona utca              | 24.0 km | 4028 |
| 24 | Mezőkeresztes, óvoda                    | 24.6 km | 4028 |
| 25 | Mezőkeresztes, Szentistváni utca        | 24.9 km | 4028 |
| 26 | Mezőkeresztes, bolt                     | 27.1 km | 3747, 4008, 4026, 4028, 4030 |
| 27 | Mezőnagymihály, Kossuth utca 7.         | 29.9 km | 3747, 4008, 4030 |
| 28 | Mezőnagymihály, Takarékszövetkezet      | 30.7 km | 3747, 4008, 4030 |
| 29 | Mezőnagymihály, bolt                    | 31.0 km | 1057, 1341 3747, 4008, 4030 |
| 30 | Mezőnagymihály, temető                  | 31.9 km | 3747, 4008, 4030 |
| 31 | Gelej, temető                           | 34.8 km | 3747, 4008, 4030 |
| 32 | Gelej, községháza végállomás            | 35.4 km | 1057, 1341 3747, 4008, 4030 |